# Ju Manu Rai
Ju Manu Rai (ur. 1 marca 1983) – nepalski piłkarz występujący na pozycji napastnika. Zawodnik klubu Nepal Police Club.

## Kariera klubowa
Rai karierę rozpoczynał w 2002 roku w zespole Macchindra FC z Martyr's Memorial A Division League. Występował tam przez 2 lata. W 2004 roku odszedł do drużyny Nepal Police Club. W 2007 roku zdobył z nim mistrzostwo Nepalu, a także dotarł do finału Pucharu Prezydenta AFC.
W 2009 roku Rai wyjechał na Malediwy, by grać w tamtejszym klubie All Youth Linkage z Dhivehi League. Spędził tam sezon 2009. W 2010 roku wrócił do Nepal Police Club.

## Kariera reprezentacyjna
W reprezentacji Nepalu Rai zadebiutował w 2006 roku.